# Be Our Guest
Be Our Guest ist ein Lied aus dem Film Die Schöne und das Biest. Geschrieben wurde es 1991 von Alan Menken (Musik) und Howard Ashman (Text). Im Film wird es bei der Einladung Belles zum Essen von den in Haushaltsgegenstände verwandelten Dienern vorgetragen. Gesungen wird es von Jerry Orbach (Sprecher von Lumière) und Angela Lansbury (Sprecherin von Madame Pottine) zusammen mit einem Chor. In der deutschsprachigen Version heißt das Lied Sei hier Gast und wird von Joachim Kemmer, Ingeborg Wellmann und einem Chor gesungen.
Be Our Guest war für den Golden Globe und den Oscar in der Kategorie Bester Filmsong nominiert. In beiden Fällen ging der Preis jedoch an das Lied Beauty and the Beast aus demselben Film.

## Coverversionen
Be Our Guest wird auch im Film Descendants – Die Nachkommen verwendet. Dort wird das Lied von Mitchell Hope, Spencer Lee, Kala Balch und Marco Mariangeli gesungen.
Im Rahmen verschiedener Disneyprojekte coverten unter anderem Cassandra Steen, Stellar Kart und Alvin und die Chipmunks das Lied.